# Сольяно-Кавоур
Сольяно-Кавоур (італ. Sogliano Cavour, сиц. Sujanu) — муніципалітет в Італії, у регіоні Апулія, провінція Лечче.
Сольяно-Кавоур розташоване на відстані близько 520 км на схід від Рима, 160 км на південний схід від Барі, 23 км на південь від Лечче.
Населення — 4018 осіб (2014).
Щорічний фестиваль відбувається 10 серпня. Покровитель — святий мученик Лаврентій.

## Демографія
Населення за роками:

Станом на 1 січня 2023 року в муніципалітеті офіційно проживали 92 іноземці з 27 країн, серед них 35 громадян країн Євросоюзу та 2 громадяни України.

## Сусідні муніципалітети
- Корильяно-д'Отранто
- Кутрофьяно
- Галатіна